# Bathhouse: The Musical!
Bathhouse: the Musical! (o "Sauna gay, ¡el musical!") es un musical estadounidense de 2006 con música y letras de Tim Evanicki y Esther Daack, con material adicional de Ryan Beck y Jason Wetzel. La trama sigue la historia de Billy, un joven que, fascinado, se aventura en un sauna gay por primera vez. Está buscando amor, pero pronto se da cuenta de que los otros clientes están buscando algo "un poco más transitorio". Con alguna orientación, Billy pronto aprende los entresijos de la etiqueta que se debe seguir en un sauna gay.
El musical está estructurado como una revista, compuesta por canciones originales que representan con humor los caprichos de los hombres que se encuentran con otros hombres en línea y en lugares gay. La obra está destinada a una audiencia adulta, pues contiene un lenguaje explícito, y presenta muchos temas relacionados con el sexo gay.
Bathhouse: the Musical! se estrenó en el Orlando International Fringe Theater Festival en Orlando, Florida (Estados Unidos), en junio de 2006, antes de que el espectáculo encontrara un hogar en el Foolight Theatre de la misma ciudad. En 2008, una producción de Nueva York recorrió los Estados Unidos, y viajó a ciudades como Orlando y Tampa, en Florida; Rochester y Búfalo, en Nueva York; y Cleveland, Ohio. El mismo año, una gira canadiense llevó el espectáculo al público en Montreal, Ottawa y Quebec. Una producción en Londres de 2009 se mantuvo en cartelera por más de cinco semanas, en el Above The Stag Theatre.

## Sinopsis
El espectáculo comienza con los cuatro personajes haciendo su entrada al sauna gay, y desvestiéndose a medida que los vamos conociendo mejor ("Friendly Neighborhood Bathhouse" o sauna de barrio gay). David es un joven casado al que le resulta difícil aceptar su homosexualidad. Teddy es un joven fiestero al que le gusta pasar el final de la noche en buena compañía. Billy es un chico inexperto que acaba de salir del clóset y encontró la fuerza para cruzar la puerta de entrada de un sauna gay por primera vez. Espera poder encontrar al chico de sus sueños en un lugar tan singular. Maurice es un hombre maduro con mucho atractivo sexual, quien viene aquí para relajarse, después de una semana estresante. Es uno de los pilares del sauna gay. Una voz en off anónima le da la bienvenida a Billy. Maurice luego lleva a Billy a recorrer el sauna gay, y le da algunos consejos sobre cómo comportarse en este lugar ("The Bathhouse ABC's" o el ABC del sauna gay).
La voz trata de dar confianza a un Billy muy tímido, quien intenta por primera vez acercarse a un hombre (David), pero este desaparece detrás de una puerta. Esto lleva al elenco a una nueva escena y un nuevo lugar en la casa de baños ("The Steamroom" o la sala de vapor), donde cada uno le dice a Billy que el vapor es mágico. Cuando decide intentar acercarse a un chico, todos han desaparecido.
La voz sugiere que Billy primero intente ponerse en contacto con chicos a través de Internet. Pero disgustado por los anuncios pervertidos que lee, Billy dice que él va a enviar una foto como respuesta y que sólo busca a alguien con quien hablar ("Clickin 'for dick" o haciendo click por penes).
La voz empuja a Billy a hacer otro intento en el mundo real. Así intenta, torpemente, de seducir a Teddy, quien le dice a Billy que él no es su tipo. Billy sale y Teddy canta su amor por los hombres tipo oso ("Bear Chaser" o cazador de osos).
Desde su habitación en el sauna, Billy le escribe a otro chico por internet de manera permanente. Su vida cambia cuando se encuentra con Maurice quien acaba de tener relaciones sexuales. Billy es conquistado, mientras que Maurice sólo trata de salir corriendo con unas malas excusas. Pero Billy ahora siente mucha más confianza, y alcanza la entrepierna de Maurice. Maurice se excita de inmediato. Empiezan a bailar, a la vez que cada uno expresa sus intenciones: Maurice es un tipo seductor en busca de una aventura de una noche, Billy cree que encontró al indicado ("Seduction Tango" o el tango de la seducción).
Billy sigue escribiéndole a su amigo virtual. Todos en el sauna luego ven a un chico hermoso. La voz recuerda que "algunos hombres deben ser vistos pero no tocados". El elenco irrumpe en una canción gospel sobre estos hombres hermosos, sobre los que nadie parece lograr aterrizar ("Hottie Revival" o resucitación ardiente).
Billy y Maurice acuerdan seguir reuniéndose en el sauna gay. Pero cuándo Billy menciona que sus padres están en la ciudad, y le sugiere tener una cena con ellos, Maurice decide romper con él. Entonces, él es ayudado por un ángel-Teddy y un diablo-David. Cuando salen, Billy canta una canción romántica sobre su desesperanza ("Lonely Love Song"  o canción de amor solitario).
Billy, desmoralizado, ignora a David, quien trata de seducirlo. David ya no se siente tan seguro de sí mismo y cuenta sobre el tiempo que solía ser gordo, y cómo el gimnasio de la casa de baños lo ayudó a convertirse en un tipo de buen físico ("The Workout" o el entrenamiento en el gimnasio).
Luego, los personajes cuentan sus diversas experiencias como gays. Por un lado, Teddy revela cómo se dio cuenta de que "los penes son como los copos de nieve"; David cuenta sobre un exnovio que tenía un prepucio inusual; Maurice recuerda a un amigo de la escuela que impresionó a todos por su pene debajo de la ducha, tras una práctica deportiva; Teddy da una conferencia sobre los "siete tipos de pene y con su respectivo nombre", los cuales fueron identificados por especialistas, y Billy evoca a un exnovio que solía tener una erección cuando mentía. Y si comprendes que "el pene es como los copos de nieve, todos los días son navidad en el sauna gay", y los cuatro terminand cantando sobre el sexo gay y las fiestas de fin de año, parodiando los villancicos ("Penises are like Snowflakes / Christmas at the Baths" o los penes son como copos de nieve, Navidad en el sauna gay).
La voz luego sugiere que uno podría encontrar un "último paquete en las duchas" (por el relieve que forman los genitales masculinos). Los chicos cantan sobre las cosas que hacen allí ("The Showers" o las duchas).
Ahora es víspera de año nuevo, y Billy finalmente se encontrará con su amigo de internet, que parece ser Maurice. Cuando se dan cuenta de que han estado abriendo su corazón el uno al otro durante tanto tiempo, admiten que existe una relación especial entre los dos y que se necesitan mutuamente ("Unlove Song"  o canción de desamor). Sin embargo, saben que no se aman y que no llegarán a ninguna parte. Teddy y David cuentan los últimos segundos para el año nuevo, luego Billy y Maurice se alejan.
La voz invita a Billy a hacer un balance del año que acaba de terminar, en el cual, puede que no haya encontrado al chico de sus sueños, pero "descubrió que [él] podía encontrarse [a sí mismo con la cabeza erguida". Se le une el resto del elenco, en una repetición de ("Friendly Neighborhood Bathhouse" o sauna de barrio gay).

## Números musicales
- Friendly Neighborhood Bathhouse — Billy, David, Maurice & Teddy
- The Bathhouse ABC's — Maurice
- The Steamroom — Billy, David, Maurice & Teddy
- Clickin' for Dick — Billy, David, Maurice & Teddy
- Bear Chaser — Teddy
- Seduction Tango — Billy & Maurice
- Hottie Revival — Billy, David, Maurice & Teddy
- Lonely Love Song — Billy
- The Workout — David
- Penises are like Snowflakes / Christmas at the Baths — Billy, David, Maurice & Teddy
- In the Showers — Billy, David, Maurice & Teddy
- Unlove me — Billy & Maurice
- Bathhouse Finale — Billy, David, Maurice & Teddy

Los segmentos que incluye las canciones "Penises are like Snowflakes" y "Christmas at the Baths" no fueron parte de la producción original de la obra, pero se agregaron más tarde.

## Producciones
- 2006 Orlando (Parliament House Footlight Theater).[2]

- 2009 Londres (Stag Theatre) con la actuación de Nic Gilder.[3] "Bathhouse Twink" o jovencito de sauna gay, es un nuevo personaje que aparece en esta producción del musical.

- 2010 Montreal.[4]

- 2011 París. La producción francesa se tradujo como "Sauna, le Musical".[5]

- 2014 Londres.[6][7]

- 2018 Montreal, Ottawa, Toronto. Esta producción es particularmente interesante pues el elenco ha ensayado el guion, tanto en inglés como en francés, para presentar la pieza musical en los dos idiomas durante su actuación en Montreal. Los espectáculos de Montreal (un evento oficial del orgullo gay de Montreal) se escenificó en el Café Cléopâtre.

Las noches de estreno en Montreal y Ottawa, sirvieron para recaudar fondos para las organizaciones de prevención y servicios a personas con VIH/sida.

## Respuesta de la crítica
El musical recibió muy buenas críticas durante sus actuaciones en Orlando. Michael W. Freeman, al reseñar el musical para Time Out, escribió que "el espectáculo es una comedia tan buena como lo es como musical"; Agregó que "tiene pocas aspiraciones, más allá de ser una diversión agradablemente ligera y, en esos términos, es muy graciosa. Hay humor camp de sobra, en el cual los artistas demuestran un gran talento para cantar, bailar y ser sinceros".
Roger Moore del Orlando Sentinel lo definió como "uno de los espectáculos imperdibles del Festival Fringe de este año".

## Grabaciones
No hay una grabación oficial de Bathhouse: the Musical!. Sin embargo, la página mySpace del espectáculo incluye un remix de música de baile de ("Friendly Neighborhood Bathhouse" o sauna de barrio gay) que incluye varias líneas del espectáculo.